# Parklive
| 전문가 평가 | 전문가 평가 |
| 평가 점수   | 평가 점수   |
| 출처        | 점수        |
| ----------- | ----------- |
| Allmusic    | [ 1 ]       |
| Pitchfork   | (8.5/10)    |

《Parklive》는 2012년 8월 13일 발매된 영국의 록 밴드 블러의 세 번째 라이브 음반이다. 이 라이브 음반은 2012년 하계 올림픽 폐막식 동반 콘서트의 일환으로 2012년 8월 12일 런던 하이드 파크에서 이 밴드의 공연을 녹음했다. 이 제목은 1994년 음반 《Parklife》에 나오는 공연이다.
이 디지털 다운로드는 밴드가 공연한 지 하루 만에 아이튠즈 스토어에 공개되었다. 그 CD 버전은 다음 주에 공개되었고, 라이브 미공개 경품들이 담긴 보너스 디스크가 나왔다. 디럭스 에디션은 2012년 12월에 발매되었는데, CD 에디션에 수록된 3장의 CD 외에 DVD에 수록된 하이드 파크 공연과 100 클럽에서의 밴드 공연의 CD가 수록되어 있다.

## 곡 목록
| #   | 제목                             | 재생 시간 |
| --- | -------------------------------- | --------- |
| 1.  | 〈Girls & Boys〉                 | 5:07      |
| 2.  | 〈London Loves〉                 | 3:32      |
| 3.  | 〈Tracy Jacks〉                  | 4:26      |
| 4.  | 〈Jubilee〉                      | 3:00      |
| 5.  | 〈Beetlebum〉                    | 6:00      |
| 6.  | 〈Coffee & TV〉                  | 4:58      |
| 7.  | 〈Out of Time〉                  | 4:42      |
| 8.  | 〈Young and Lovely〉             | 5:12      |
| 9.  | 〈Trimm Trabb〉                  | 5:28      |
| 10. | 〈Caramel〉                      | 5:04      |
| 11. | 〈Sunday Sunday〉                | 3:34      |
| 12. | 〈Country House〉                | 4:28      |
| 13. | 〈Parklife (Feat, 필 대니얼스)〉 | 3:44      |

| #   | 제목                                 | 재생 시간 |
| --- | ------------------------------------ | --------- |
| 1.  | 〈Colin Zeal〉                       | 3:18      |
| 2.  | 〈Popscene〉                         | 3:50      |
| 3.  | 〈Advert〉                           | 4:28      |
| 4.  | 〈Song 2〉                           | 2:50      |
| 5.  | 〈No Distance Left to Run〉          | 3:57      |
| 6.  | 〈Tender〉                           | 9:09      |
| 7.  | 〈This Is a Low〉                    | 7:58      |
| 8.  | 〈Sing〉                             | 5:49      |
| 9.  | 〈Under the Westway / Intermission〉 | 6:33      |
| 10. | 〈End of a Century〉                 | 3:39      |
| 11. | 〈For Tomorrow〉                     | 6:42      |
| 12. | 〈The Universal〉                    | 4:45      |